# Pirara edwardi
Pirara edwardi är en tvåvingeart som beskrevs av Peter Scott Cranston 2000. Pirara edwardi ingår i släktet Pirara och familjen fjädermyggor. Inga underarter finns listade i Catalogue of Life.